# Sir Chloe
Sir Chloe ist eine amerikanische Indie-Rock Band aus Vermont.
1. ↑  BMI Indie Spotlight: Sir Chloe. Broadcast Music, Inc., 17. März 2021, abgerufen am 29. Juni 2022.